# Peta näsan (TV-serie)
Peta näsan är en svensk TV-serie i tio delar från 1987, skriven av Clas Engström och regisserad av Lasse Sarri och Ragna Wallmark. I rollerna ses bland andra Mona Malm, Helge Skoog och Veronica Björnstrand.
Handlingen utspelar sig i konungariket Lagom. Här finns Lagoma Televisionen (LTV) vars chef petar undan barnprogrammet Näsan för att få plats med reklamprogrammen. Näsans programledare, Mona-Lisa, får hjälp av 11-åriga flickan Charlie som invandrat från landet Mittemellan.
Serien började spelas in under våren 1986. I en av scenerna gör Christer Boustedt sin sista roll, i en munter scen om farbrorsfasoner. Serien visades första gången mellan den 28 februari och 2 maj 1987 i TV2. Den repriserades 1997 i SVT1. Scenograf var Göran Andersson.

## Handling
Avsnitt 1
Televisionschefen Svea Pettersson låser in Mona Lisa och Charlie i en skrubb. Kungen av Amerikat får höra att han är en riktig pottsork.
Avsnitt 2
Mona Lisa visar en anordning för morgontrötta, men frågan är om den är sådana behjälplig?
Avsnitt 3
Svea Pettersson stöter på två hemska hundar, storasysterfasoner förekommer och en julgris spökar.
Avsnitt 4
Mona Lisa och Charlie är fortfarande inlåsta i skrubben. Svea Pettersson gör en reklamfilm för whisky.
Avsnitt 5
Smart Girl röker en cigarett och Mona Lisa slänger iväg ett bananskal.
Avsnitt 6
En elak man kastar en sten, en ondsint pappa kör med fasoner och Svea Pettersson gör reklam för Bruna Raap.
Avsnitt 7
Morbror Orvar hälsar på med nyheter från Sverige. Gretas mamma är på G och Lagoma barn utses av Svea Pettersson.
Avsnitt 8
Morbror Orvar gör gröt och drar typiskt svenska ordspråk. Greta vinner en tröja.
Avsnitt 9
Svea Pettersson anar list, mössen kommer fram och en ko går bort.
Avsnitt 10
Svea Pettersson bryter sig in i skrubben. Vad ska hända med Charlie, Mona-Lisa och morbror Orvar?

## Medverkande
- Mona Malm – Mona-Lisa
- Hanna Johansson – Charlie
- Veronica Björnstrand – TV-chefen Svea Pettersson
- Stephan Karlsén
- Helge Skoog
- Marie Öhrn
- Peter Blomberg
- Christer Boustedt